# Ehidna
Ehidna je ružno žensko čudovište iz grčke mitologije. 

## Etimologija
Ehidnino se ime na grčkom piše Ἔχιδνα, a znači „ženska ljutica“. Zvana je i „Majka Svih Čudovišta“. 

## Karakteristike
Ehidna je „pola brzogledna nimfa svijetlih obraza, a pola čudovišna zmija, golema i zastrašujuća, koja se svija u dubinama posvećene zemlje gdje jede posvećeno meso.“ Slične su joj Kampa i Delfina.

## Mitologija

### Roditelji
- Prema Heziodu, ona je kćer Forka i Kete, morskih božanstava.
- Prema Apolodoru, ona je kćer Geje, Zemlje i Tartara, a brat joj je Tifon, za kojeg se i udala.
- Još postoji mit da je kćer Kaliroje i diva Hrisaora, pa bi prema tome bila Meduzina unuka, ili da je Stiksina kćer.

### Potomstvo
Ehidna s Tifonom, koji je nakazan kao i ona, ima brojnu djecu:
- Kerber – Hadov pas,
- Sfinga,
- Nemejski lav,
- Hidra – zmija s devet glava,
- Himera,
- Meduza – ružna vještica sa zmijama na glavi,
- Ladon – zmaj koji čuva Hesperide,
- Eton – orao koji je mučio Prometeja,
- Feja,
- Ort – dvoglavi pas.

Kad je Zeus ubio Tifona, pustio je Ehidnu i njenu djecu na miru kako bi ih poslije ubili grčki junaci.

### Smrt
Ehidna je bila zla te je spavala u pećini i grabila prolaznike. Prema Heziodu je besmrtna, ali prema Apolodoru, ubio ju je div Arg, koji je čuvao i Iju: „A govori se da je na spavanju ubio i Ehidnu, onu koja je običavala grabiti prolaznike.“

## Vanjske poveznice
- Theoi Project: Ehidna